# Teucrium eloualidii
Teucrium eloualidii là một loài thực vật có hoa trong họ Hoa môi. Loài này được Sánchez Gómez & T.Navarro miêu tả khoa học đầu tiên năm 1999.